# Louis Hémon
Louis Hémon (Brest, 12 de outubro de 1880 — Chapleau, 8 de julho de 1913) foi um escritor francês. Após estudar Direito na Sorbonne, viveu oito anos na Inglaterra, estabelecendo-se depois definitivamente no Canadá, onde morreu atingido por um trem. Durante a sua curta carreira, redigiu diversos livros e artigos, sendo o mais célebre Maria Chapdelaine, publicado após a sua morte, em 1916.